# Xiantao

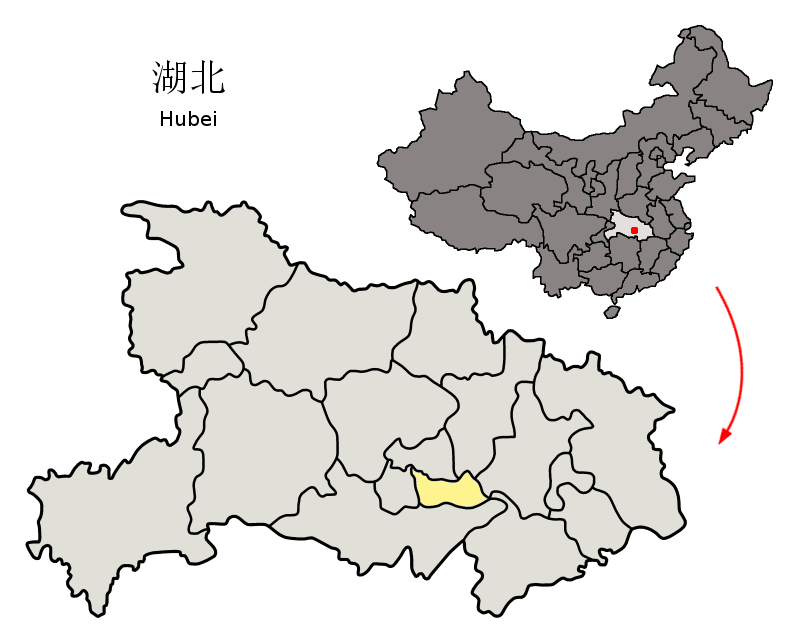
Lage von Xiantao (gelb) in Hubei

Xiantao (chinesisch 仙桃市, Pinyin Xiāntáo Shì) ist eine kreisfreie Stadt in der Provinz Hubei in Zentralchina. Sie untersteht direkt der Provinzregierung und nicht wie andere kreisfreie Städte einer bezirksfreien Stadt. Das Verwaltungsgebiet von Xiantao hat eine Fläche von 2.538 km² und 1.140.100 Einwohner (Stand: Ende 2019).
Der berühmte Kunstturner Yang Wei kommt gebürtig aus Xiantao.

## Administrative Gliederung
Auf Gemeindeebene setzt sich Xiantao aus drei Straßenvierteln und 15 Großgemeinden zusammen. Diese sind:
- Straßenviertel Shazui (沙嘴街道), 44,55 km², 65.082 Einwohner, Zentrum, Sitz der Stadtregierung;
- Straßenviertel Ganhe (干河街道), 83,02 km², 149.857 Einwohner;
- Straßenviertel Longhuashan (龙华山街道), 40,29 km², 94.717 Einwohner;
- Großgemeinde Zhengchang (郑场镇), 110,92 km², 96.347 Einwohner;
- Großgemeinde Maozui (毛嘴镇), 115,5 km², 72.841 Einwohner;
- Großgemeinde Louhe (剅河镇), 175,29 km², 77.728 Einwohner;
- Großgemeinde Sanfutan (三伏潭镇), 118,97 km², 79.421 Einwohner;
- Großgemeinde Huchang (胡场镇), 171,18 km², 82.168 Einwohner;
- Großgemeinde Changtangkou (长埫口镇), 190,07 km², 111.712 Einwohner;
- Großgemeinde Xiliuhe (西流河镇), 195,74 km², 97.501 Einwohner;
- Großgemeinde Pengchang (彭场镇), 158,01 km², 92.596 Einwohner;
- Großgemeinde Shahu (沙湖镇), 277,36 km², 54.277 Einwohner;
- Großgemeinde Yanglinwei (杨林尾镇), 252,86 km², 89.640 Einwohner;
- Großgemeinde Zhanggou (张沟镇), 143,84 km², 79.016 Einwohner;
- Großgemeinde Guohe (郭河镇), 128,62 km², 74.247 Einwohner;
- Großgemeinde Tonghaikou (通海口镇), 126,08 km², 55.427 Einwohner;
- Großgemeinde Chenchang (陈场镇), 147,11 km², 79.970 Einwohner;
- Großgemeinde Miancheng der Hui (沔城回族镇), 36,09 km², 25.586 Einwohner, davon 3080 Hui.

Hinzu kommt ein „Industriepark“ (工业园区) mit einer Fläche von 4,5 km² und 15.853 Einwohnern, der direkt der Stadtregierung untersteht.

## Söhne und Töchter der Stadt
- Li Xiaoshuang (* 1973), Turner und zweifacher Olympiasieger
- Zheng Lihui (* 1978), Turner und Olympiasieger
- Yang Wei (* 1980), Turner und dreifacher Olympiasieger
- Liao Hui (* 1987), Gewichtheber und Olympiasieger
- Chang Yani (* 2001), Wasserspringerin